# Seeschlacht bei Damme

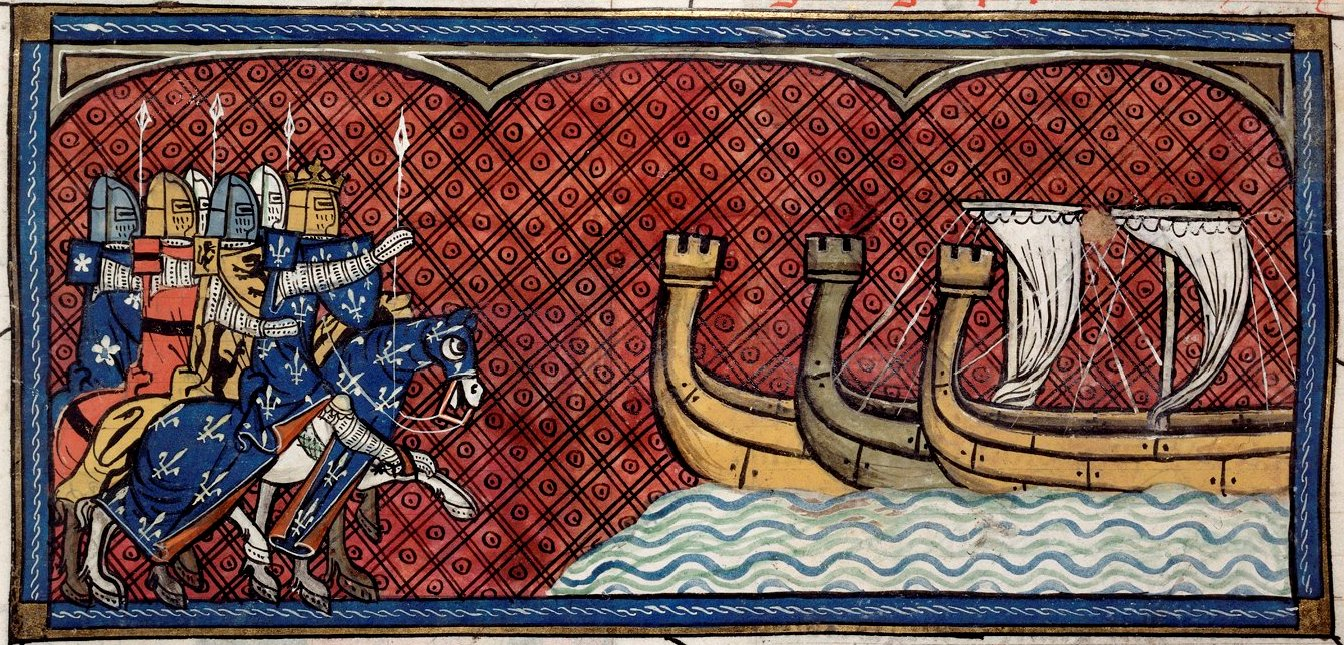
König Philipp II. erwartet seine Flotte; mittelalterliche Miniatur

Die Seeschlacht bei Damme war eine Schlacht zwischen einer englischen und französischen Flotte während der Kriege zwischen dem englischen König Johann Ohneland und dem französischen König Philipp II. um die Besitzungen des angevinischen Reichs in Frankreich. Sie fand am 30. und 31. Mai 1213 bei Damme in Flandern statt und endete mit einem englischen Sieg, der als erster größerer Seesieg der unter König Johann Ohneland aufgebauten Royal Navy gilt.

## Vorgeschichte
Nachdem König Philipp II. 1204 die bislang zum angevinischen Reich gehörende Normandie erobert hatte, hatte König Johann zum Schutz der englischen Kanalküste eine eigene königliche Galeerenflotte aufgebaut, um von der Unterstützung durch die Schiffe der Cinque Ports unabhängig zu sein. Nachdem 1206 zwischen den beiden Königen ein Waffenstillstand geschlossen worden war, hatte Johann für 1212 einen Feldzug nach Frankreich geplant, den er jedoch wegen eines Aufstands in Wales und einer Verschwörung seiner Barone verschieben musste. Im Gegenzug hoffte der französische König Philipp II., dass er bei einer Landung in England Unterstützung durch die rebellischen Baronen gegen den seit 1209 exkommunizierten Johann erhalten würde. Für 1213 bereitete er deshalb eine Invasion Englands vor. Sein Vasall Graf Ferdinand von Flandern verlangte jedoch als Gegenleistung für seine Teilnahme an der Invasion die Rückgabe von zwei Städten, die er zuvor an den König abtreten musste. Der französische König segelte deshalb, bevor er nach England aufbrechen wollte, mit seiner Flotte nach Flandern, um seine Oberhoheit gegenüber Graf Ferdinand durchzusetzen. Das Kommando über die Flotte hatte der französische Ritter und Söldnerführer Savary de Mauléon.

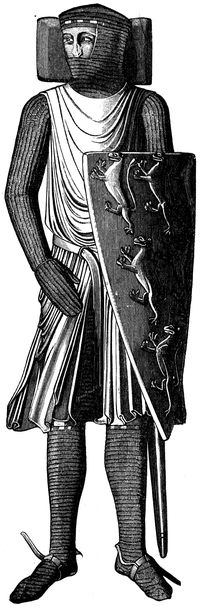
William Longespée, der englische Befehlshaber. Zeichnung nach seinem Grabdenkmal in der Kathedrale von Salisbury

## Verlauf der Schlacht
Am 28. Mai 1213 verließ eine englische Flotte von 500 Schiffen unter dem Kommando von William Longespée, 3. Earl of Salisbury, die englischen Häfen. An Bord befanden sich der 1211 von Philipp II. vertriebene Graf von Boulogne sowie der Graf von Holland, dazu 700 Ritter und zahlreiche Söldner. Wegen ungünstiger ablandiger Winde erreichte die Flotte erst am 30. Mai an der Mündung des Zwin die flämische Küste. Vor dem Hafen von Damme entdeckten die Engländer die französische Flotte, die vor Anker lag oder deren Schiffe teils an Land gezogen waren. Nach Schätzung des königlichen Kaplans bestand die französische Flotte aus 1700 Schiffen. Zur Aufklärung vorgeschickte Schiffe stellten jedoch fest, dass die Schiffe nur mit den Seeleuten bemannt waren, während die Ritter und Soldaten das nahe gelegene Brügge belagerten oder die Umgebung plünderten. Daraufhin befahl Longespée sofort den Angriff auf die ankernde Flotte. 
Die Engländer konnten 300 Schiffe der wehrlosen französischen Flotte entern, 100 weitere wurden versenkt oder verbrannt. Angesichts dieses Erfolgs schloss Graf Ferdinand am nächsten Tag ein Bündnis mit König Johann, und die englischen Truppen schifften sich aus, um die Franzosen bei Damme anzugreifen. Dabei stießen sie jedoch auf die weit überlegene französische Hauptarmee unter König Philipp und konnten nur knapp wieder auf ihre Schiffe entkommen. Den Engländern gelang es schließlich, die mit wertvoller Ausrüstung beladenen erbeuteten Schiffe nach England zu bringen. 

## Folgen
Die englische Flotte hatte einen überwältigenden Seesieg errungen, der die Invasionspläne des französischen Königs vorerst vereitelte. Durch die gesunkenen Schiffe war die Zufahrt zum Hafen von Damme unpassierbar, so dass der Teil der französischen Flotte, die noch im Hafen lag, diesen nicht verlassen konnte. Philipp II. musste die Schiffe schließlich verbrennen, damit sie nicht in feindliche Hände fielen. Letztlich gelang es ihm jedoch, die verbündeten Truppen König Johanns, des Grafen von Flandern und des Grafen von Boulogne 1214 in der Schlacht bei Bouvines entscheidend zu schlagen.